# Владимир Југовић
Владимир Југовић (Милутовац, код Трстеника, 30. август 1969) је бивши југословенски и српски фудбалер и репрезентативац.
У дугој и успешној каријери два пута је освојио титулу шампиона Европе - са Црвеном звездом и Јувентусом. За национални тим је одиграо 41 утакмицу и постигао 3 гола.

## Каријера

### Клупска
До своје петнаесте године Југовић је у Милутовцу учио школу и играо фудбал, да би га потом Томислав Миличевић, тренер Звездине омладинске школе, позвао у Београд. Кад је завршен његов јуниорски стаж, Црвена звезда га не види као првотимца и уступа га Раду, прволигашу са Бањице. Игром случаја, тада је у том клубу био тренер Љупко Петровић који је већ следеће сезоне преузео први тим Звезде. Захтева да клуб врати Југовића и од тада почиње успон овог фудбалера.
Кад је Црвена звезда 1991. освојила Куп шампиона Европе, Југовић је био један од играча чији је допринос у финалу, као и на претходним утакмицама, био драгоцен. Крајем те 1991. у Токију је Звезда играла против победника јужноамеричког континента - чилеанског тима Коло Коло. Јунак утакмице био је Владимир Југовић. Иако "везиста", дао је два гола, а Звезда је тријумфовала (3:0). Нашао се на почасном постољу - као најбољи фудбалер меча добио је аутомобил "Тојота".
Године 1992. Вујадин Бошков га препоручује Сампдорији и он одлази у Ђенову. Ту проводи три сезоне и пружа сјајне партије. Са "Сампом" у сезони 1993/94. осваја Куп Италије.
Године 1995. прелази у Јувентус. У Јувентусу игра изврсно и постаје незаменљив део тима. "Јуве" осваја још једну титулу првака, а исте године опет у Токију, његови "црно-бели" из Торина постају победници и Интерконтиненталног купа. Једну сезону наступа и за римски Лацио (1997/98) са којим осваја Куп Италије.
Осврћући се на режим и садржај тренинга у Јувентусу под вођством Марчела Липија, Југовић наводи: "Начин на који смо ми тренирали је била ствар за гледање и анализирање. Сећам се да нисмо имали ни сат времена одмора током припрема. Ујутру би тренинг почео са вежбањем у теретани од 40 минута а након тога бисмо имали истрчавања. И све је то било само загревање. Поподне смо имали тактички тренинг уз игру а након тога и трећи тренинг око 8 увече у виду разгибавања. Ништа није било случајно и мало ми сметају приче које оспоравају тадашњи Јувентус јер ми смо заиста радили. Мислим да ниједна екипа данас не ради толико колико смо ми радили тада. Зато смо се можда и често повређивали јер смо можда и превише тренирали."
У лето 1998. године, Југовић одлази у Шпанију. Његово високо обештећење исплаћује мадридски Атлетико, клуб који је са нашим тренером Радомиром Антићем забележио највећи успех у једновековном постојању - освојио је "дуплу круну"! Током целе сезоне у Мадриду је имао проблеме са повредама, и одиграо је само 17 утакмица у лиги.
Враћа се на Апенинско полуострво, овај пут у дресу миланског Интера (1999-2001) који је покушао да скине "проклетство" и да уз помоћ најтрофејнијег фудбалера са ових простора коначно освоји првенство Италије , тзв "Скудето", али му ни то није помогло.
При крају богате каријере наступао и за аустријску Адмиру (2003-04) и немачки Ален (2004-05).

### Репрезентативна
Члан репрезентације Југославије је био од 1991. до 2002. године. За то време је одиграо 41 утакмицу и постигао 3 гола. Свој деби у државном дресу је имао 8. августа 1991. на мечу са Чехословачком, а последњи меч је одиграо 13. фебруара 2002. против Мексика.
Био је учесник Светског првенства 1998. у Француској и Европског првенства 2000. у Белгији и Холандији.

## Трофеји
Црвена звезда
- Првенство Југославије: 1989/90, 1990/91, 1991/92.
- Лига шампиона: 1990/91.
- Интерконтинентални куп: 1991.

Сампдорија
- Куп Италије: 1993/94.

Јувентус
- Серија А: 1996/97.
- Лига шампиона: 1995/96.
- Интерконтинентални куп: 1996.
- УЕФА суперкуп: 1996.

Лацио
- Куп Италије: 1997/98.

Монако
- Лига куп: 2003.